# Gemursa fuscipes
Gemursa fuscipes är en tvåvingeart som beskrevs av Barraclough 1992. Gemursa fuscipes ingår i släktet Gemursa och familjen parasitflugor. Inga underarter finns listade i Catalogue of Life.